# 대시보드 (macOS)
대시보드(Dashboard)는 지금은 개발이 중단된 애플의 macOS 운영 체제의 애플리케이션으로, 위젯이라는 미니 애플리케이션들을 호스팅하기 위한 2차 데스크톱으로 사용되는 것이다. 실행을 위해 시간이 소요되지 않는 단순한 애플리케이션이 되도록 고안되었다. macOS와 함께 공급되는 대시보드 애플리케이션들에는 주식 시세 표시기, 일기예보, 계산기, 메모장이 있다. 사용자는 이것들을 직접 개발하거나 다운로드할 수 있다.
대시보드는 맥 OS X 10.4 타이거에 처음 도입되었다. 애플리케이션으로서 독, 런치패드, 스포트라이트로부터 활성화가 가능하다. 또, 대시보드 키를 통해서도 접근할 수 있다.
macOS 10.15 카탈리나를 기준으로 대시보드는 macOS에서 제거된 상태이다.

## 같이 보기
- 파이어폭스 애드온